# Рубен Беліма
Рубен Беліма Родрігес (ісп. Rubén Belima Rodríguez; нар. 11 лютого 1992, Мостолес, Іспанія) — іспанський та екваторіально-гвінейський футболіст, півзахисник клубу «Мостолес» та збірної Екваторіальної Гвінеї.

## Клубна кар'єра
Рубен почав займатися футболом у дитячій команді «Торрев'єха» у 1999 році. Через 10 років він дебютував у складі основної команди, яка виступала у Терсері.
У 2009 році, провівши 7 матчів за «Торрев'єху», Беліма приєднався до молодіжної команди мадридського «Реала». У 2011 році півзахисник став виступати за «Реал Мадрид C», разом з яким, посівши друге місце за підсумками сезону 2011/12, отримав право перейти з Терсери до Сегунди Б. З 2013 року став грати за «Реал Мадрид Кастілья», резервну команду «вершкових», втім до першої команди так і не пробився, покинувши клуб влітку 2015 року по завершенні контракту..
Надалі виступав у вищому дивізіоні Словенії за клуби «Копер» та «Домжале», а також у другому дивізіоні Португалії за клуби «Лейшойш» та «Ештуріл-Прая».
На початку 2021 року Беліма повернувся до Іспанії, ставши гравцем клубу «СД Логроньєс», але до кінця сезону зіграв лише 3 гри у Сегунді Б, після чого перейшов у «Еркулес» з новоствореної Сегунди КІФФ, четвертого дивізіоні країни. Втім і тут півзахисник основним гравцем не був, тому на початку 2022 року перейшов у інший клуб цього дивізіону «Мостолес».

## Кар'єра у збірній
Батько Рубена родом із Бати, Екваторіальна Гвінея, тому Беліма мав право виступати за збірну цієї країни. У серпні 2013 року півзахисник отримав виклик до збірної на товариський матч зі збірною Габона, проте гра не відбулася. 16 листопада 2013 року Рубен взяв участь у товариській зустрічі з іспанською збірною, вийшовши у кінцівці гри, але матч не був визнаний ФІФА офіційним, оскільки його судив співвітчизник.
17 травня 2014 Рубен зіграв перший офіційний матч за національну команду, який припав на матч кваліфікації Кубка африканських націй 2015 проти збірної Мавританії.
Після оголошення про перенесення Кубка африканських націй 2015 з Марокко до Екваторіальної Гвінеї, завдяки чому команда отримала право на участь у турнірі, хоча і не пройшла кваліфікацію, Беліма був включений до заявки нових господарів першості. На самому турнірі півзахисник взяв участь у 4 матчах, а збірна стала півфіналістом Кубка.
Згодом з командою був учасником Кубка африканських націй 2021 року у Камеруні, де зіграв у трьох матчах, дійшовши з командою до чвертьфіналу змагання.